# Carl Emanuel Merck
Carl Emanuel Merck (* 1862; † 1909) war ein deutscher Unternehmer.

## Leben
Carl Emanuel Merck entstammte der Unternehmerfamilie Merck und war der Sohn des Christoph Wilhelm Ludwig Merck (1833–1899) und dessen Ehefrau Louise Amalie Sophie Moller (1841–1909). Er wuchs zusammen mit seinem Bruder George Merck (1867–1926), der später in den USA die Firma Merck Sharp & Dohme gründete, auf.
Nach Abschluss  des Chemiestudiums promovierte er 1888 in Kiel mit der Dissertation Über Furfuräthenpyridin und über Cocain zum Doktor der Philosophie. und leitete nach dem Tod seines Vaters als Teilhaber der Offenen Handelsgesellschaft E. Merck das Pharmaunternehmen.
Am 9. November 1889 heiratete er  Clara Josephine Blanckarts (1862–1929), Tochter eines Versicherungsdirektors aus Antwerpen und dessen Frau Elisabeth Schulz aus Recklinghausen. Aus der Ehe stammten die Kinder Elisabeth (1890–1970, Übersetzerin), Wilhelm (1893–1952, Unternehmer), Caroline (1897–1984, ⚭ 4. Juni 1917 Peter Paul Reinhold (1887–1955, Verleger und Politiker)) und Adelheid (1899–?, ⚭ Carl Spannagel).
Carl Emanuel engagierte sich in der Kommunalpolitik und war Mitglied des Stadtrats in Darmstadt.